# 프랭키 브리지
프랭키 브리지(Frankie Bridge, 1989년 1월 14일 ~ )는 잉글랜드의 싱어송라이터이다. 음악 그룹 S 클럽 8의 전직 멤버이자, 걸 그룹 더 새터데이스의 멤버이다.